# 343134 Bizet
343134 Bizet è un asteroide della fascia principale. Scoperto nel 2009, presenta un'orbita caratterizzata da un semiasse maggiore pari a 3,1403905 au e da un'eccentricità di 0,1903016, inclinata di 7,20955° rispetto all'eclittica.